# Nakalipithecus
Genre
Espèce
Nakalipithecus est un genre éteint d'hominidés, décrit en 2007, qui vivait  en Afrique de l'Est au Miocène, il y a environ 10 millions d'années.

## Découverte
Les restes fossiles de Nakalipithecus ont été découverts par une équipe de chercheurs japonais en 2005, dans la région de Nakali, au Kenya, dans une ancienne coulée de boue (lahar) provoquée par une éruption volcanique.
À partir d'un fragment de mâchoire et de onze dents isolées, l'unique espèce de ce genre, Nakalipithecus nakayamai, a été décrite en 2007 par Yutaka Kunimatsu (d) et son équipe,. 
L'épithète spécifique nakayamai a été donnée en l'honneur du géologue Katsuhiro Nakayama travaillant sur le projet, mort au cours de l'étude.

## Description
Les dents fossiles étaient couvertes d'un émail épais, ce qui suggère que le régime alimentaire de cet hominidé comprenait une quantité considérable de végétaux durs, éventuellement des noix ou des graines.
Selon la dentition, la taille de Nakalipithecus nakayamai est estimée entre celle d'une femelle gorille et celle d'un orang-outang.

## Phylogénie
Selon les chercheurs de l'université de Kyoto, le genre Nakalipithecus est très proche du dernier ancêtre commun des gorilles, des chimpanzés et des humains. Il peut donc être considéré comme un membre basal des homininés, avant que cette sous-famille se scinde en les trois lignées actuelles. Nakalipithecus ressemble aussi au genre Ouranopithèque, un autre homininé fossile découvert en Grèce,.

## Analyse
L'importance de la découverte de Nakalipithecus concernant l'évolution des hominidés est double : d'abord, avec Ouranopithecus, il indique que les lignées d'homininés actuelles auraient divergé au plus tôt il y a environ 8 millions d'années. Deuxièmement, il soutient la théorie selon laquelle les ancêtres proches des hominiens ont évolué en Afrique. La vision concurrente — selon laquelle les grands singes avaient disparu d'Afrique et des homininés d'origine asiatique n'ont recolonisé l'Afrique que plus tard — est difficile à concilier avec la présence à cette période du Miocène (10 millions d'années) d'un homininé basal en Afrique,.

## Publication originale
- (en) Yutaka Kunimatsu, Masato Nakatsukasa, Yoshihiro Sawada, Tetsuya Sakai, Masayuki Hyodo, Hironobu Hyodo, Tetsumaru Itaya, Hideo Nakaya, Haruo Saegusa, Arnaud Mazurier, Mototaka Saneyoshi, Hiroshi Tsujikawa, Ayumi Yamamoto et Emma Mbua, « A new Late Miocene great ape from Kenya and its implications for the origins of African great apes and humans », Proceedings of the National Academy of Sciences, Washington et États-Unis, NAS, vol. 104, no 49,‎ 4 décembre 2007, p. 19220-19225 (ISSN 0027-8424 et 1091-6490, OCLC 43473694 et 1607201, PMID 18024593, PMCID 2148271, DOI 10.1073/PNAS.0706190104, lire en ligne).